# Cigaritis epargyros
Cigaritis epargyros is een vlinder uit de familie van de Lycaenidae. De wetenschappelijke naam van de soort is voor het eerst gepubliceerd in 1854 door Eduard Friedrich Eversmann.

## Verspreiding
De soort komt voor in Azerbeidzjan, Irak, Iran, Kazachstan, Kirgizië en Mongolië.

## Ondersoorten
- Cigaritis epargyros epargyros (Eversmann, 1854)
  - = Apharitis epargyros epargyros (Eversmann, 1854)
- Cigaritis epargyros transcaspica (Staudinger, 1901)
  - = Cigaritis acamas transcaspica Staudinger, 1901
  - = Apharitis epargyros epargyros f. transcaspica Staudinger, 1901
  - = Apharitis epargyros transcaspica (Staudinger, 1901)
- Cigaritis epargyros marginalis (Riley, 1921)
  - = Aphnaeus epargyros marginalis Riley, 1921
  - = Apharitis epargyros marginalis (Riley, 1921)